# Liialaid
Liialaid – estońska wysepka na Morzu Bałtyckim, na obszarze cieśniny Väinameri, u zachodnich wybrzeży kraju. Na zachód od wyspy położona jest Hanemaa, na wschód Koharahu i Suurrahu, a na północ Sõmeri. Ma wydłużony kształt, rozciągający się od północnego zachodu w kierunku południowego wschodu. 
Zajmuje powierzchnię ok. 1,31 km². Obwód wyspy wynosi ok. 10,896 km. Administracyjnie znajduje się w prowincji Läänemaa, w gminie Ridala. W całości stanowi obszar chroniony. Wewnętrzna część wyspy jest zalesiona.